# Freie Deutsche Aikidovereinigung
Die Freie Deutsche Aikido-Vereinigung e.V. (FDAV) ist eine gemeinnützige Vereinigung von Aikidoka, welche sich zum Ziel gesetzt haben, Aikidō nach den Grundsätzen des Aikidō-Begründers Ueshiba Morihei in Deutschland zu verbreiten.

## Allgemeines
Technisch orientieren sich die Mitglieder der Vereinigung an Nobuyoshi Tamura Sensei (8. Dan Aikikai Tokyo). Dieser war bis zu seinem Tod am 9. Juli 2010, Gesandter und Delegierter des Aikikai Tokio für Frankreich und Europa. Tamura Sensei selbst war Schüler von Ueshiba Morihei und Uchi-Deshi im Aikikai Hombu Dōjō.
In der Freien Deutschen Aikido Vereinigung sind ca. 20 Dōjō in 8 verschiedenen Bundesländern (Baden-Württemberg, Brandenburg, Hamburg, Hessen, Niedersachsen, Nordrhein-Westfalen, Mecklenburg-Vorpommern, Rheinland-Pfalz und Thüringen) organisiert. Die Mitgliederzahl liegt bei einigen Hundert.
Organisatorisch wird die FDAV vom Vorstand geführt, der durch die einzelnen Dojos unterstützt wird. Der Präsident der FDAV ist Gregor Hansen (3. Dan Aikikai Tokyo). Die technische Leitung obliegt der technischen Kommission, der alle Dan-Träger ab dem 4. Dan angehören. Vorsitzender der technischen Kommission ist Pierre Congard (6. Dan Aikikai Tokyo). Die FDAV ist Mitglied in der Féderation Européenne d'Aïkido (FEA) mit Sitz in Nizza.

## Geschichte
Die Freie Deutsche Aikido-Vereinigung e.V. wurde am 20. Juni 1984 im Vereinsregister eingetragen. Diese Geburtsstunde der FDAV wurde durch acht Gründungsmitglieder eingeleitet. Maßgeblichen Anteil hatten Eginhard Köhler und Volker Riemann, die sich zuvor mit einigen anderen Aikidoka vom Aikikai Deutschland e.V. getrennt hatten.
Bereits früh entstand die Verbindung zu Nobuyoshi Tamura. Zunächst wurde diese Verbindung über Sensei Jacques Bonemaison aufgebaut. Entsprechend der Bitte des damaligen Vorstandes der FDAV an den französischen Verband FFAB wurde Jacques Bonemaison als technischer Delegierter von Tamura tätig. Jacques Bonemaison führte schon damals eine Vielzahl von Aikidolehrgängen in Deutschland durch.
1986 schließlich kam Tamura Sensei das erste Mal nach Deutschland (Münster) und leitete damit eine neue Stufe für die Entwicklung der FDAV ein. Bis zu seinem Tod fand seitdem jährlich mindestens ein Lehrgang mit Tamura Sensei in Zusammenarbeit mit der FDAV statt.
Nach der Wiedervereinigung Deutschlands entstanden erste Dojos in Ostdeutschland. Zunächst in Pößneck und dann in Potsdam. Etwa zur gleichen Zeit zog der Franzose Pierre Congard nach Schwerin. Als Schüler von Toshiro Suga und Nobuyoshi Tamura bat er Tamura Sensei um Orientierung, wie er sich in Deutschland organisieren solle. Tamura bat ihn, die FDAV zu unterstützen. 1994 gründete Pierre Congard ein Dojo in Schwerin. Durch dessen Kontakte kam es dazu, dass seitdem regelmäßig Lehrgänge mit Sensei Toshiro Suga in Deutschland stattfinden.
Die Entwicklung des Aikido in Deutschland durch die FDAV wurde seit der Gründung 1984 besonders durch folgende Lehrer geprägt:
- Nobuyoshi Tamura (8. Dan Aikikai Tokio, 2. März 1933 – 9. Juli 2010)
- Toshirō Suga (7. Dan Aikikai Tokio)
- Jacques Bonemaison (7. Dan Aikikai Tokio)
- Pierre Congard (6. Dan Aikikai Tokio)

## Leitbild
Die FDAV fördert insbesondere Lehrgänge zur Verbreitung ihres Aikido-Verständnisses mit Toshiro Suga und Pierre Congard. Alle sind langjährige Schüler von Tamura Sensei. Darüber hinaus ermuntert die FDAV ihre Mitgliedsdojos auch andere national und international anerkannte Lehrer einzuladen.
Der FDAV sucht nach der Einheit in der Vielfalt des Aikido. Konkret bedeutet dies die Konzentration auf ein technisches Verständnis des Aikido, das sich an wenigen ausgewählten Lehrern orientiert. Die Gründe, die zur Prägung in der Tradition des Aikido von Shihan Nobuyoshi Tamura führten, sind aus der Geschichte der FDAV deutlich. Darüber hinaus werden Mitglieder zum Besuch von Lehrgängen anderer Aikidomeister oder gar zur Einladung und Ausrichtung eigener, übergreifender Lehrgänge mit Aikidolehrern aus der ganzen Welt ermuntert.
Einheit und Vielfalt des Aikido bedeuten aber auch, dass sich die Prüfungsordnungen (Kyu/Dan) strikt an ein einheitliches technisches Grundverständnis halten. Nur die Ausprägung einer guten technischen Basis gewährleistet nach Auffassung der FDAV, den Variantenreichtum des Aikido als Dan-Träger erfassen zu können. Ein Training ohne klare Richtung bereits am Anfang des Praktizierens vom Aikido ist aus der Sicht der FDAV keine Vielfalt, sondern Beliebigkeit.

## Graduierungen
Die Schülergraduierungen für Erwachsene beginnen beim 6. Kyu und enden beim 1. Kyu, wobei der 1. Kyu der fortgeschrittenste Schülergrad ist. Anders als in vielen anderen Budosportarten (z. B. im Judo) wird für alle Kyu-Grade einheitlich ein weißer Gürtel getragen. Ab dem 2. Kyu wird regelmäßig zusätzlich ein schwarzer oder dunkelblauer Hakama, ein traditioneller japanischer Hosenrock, getragen.
Die Dangrade beginnen beim 1. Dan und enden beim 10. Dan, wobei die höchste Graduierung eines FDAV-Mitglieds zurzeit der 6. Dan ist. Der 1. bis 4. Dan muss durch eine Prüfung vor der Prüfungskommission absolviert werden. Ab dem 5. Dan erfolgt die Graduierung durch Verleihung ohne Prüfung. Nach dem Erreichen eines FDAV-Dan besteht die Möglichkeit, den jeweiligen Dan auch durch Prüfung oder Verleihung ohne Prüfung im Hombu Dojo Tokio zu erlangen (sog. Aikikai-Graduierung). Aikikai-Graduierungen werden durch Toshiro Suga (7. Dan Aikikai Tokio) abgenommen.